# St. Antonius von Padua (Züsch)

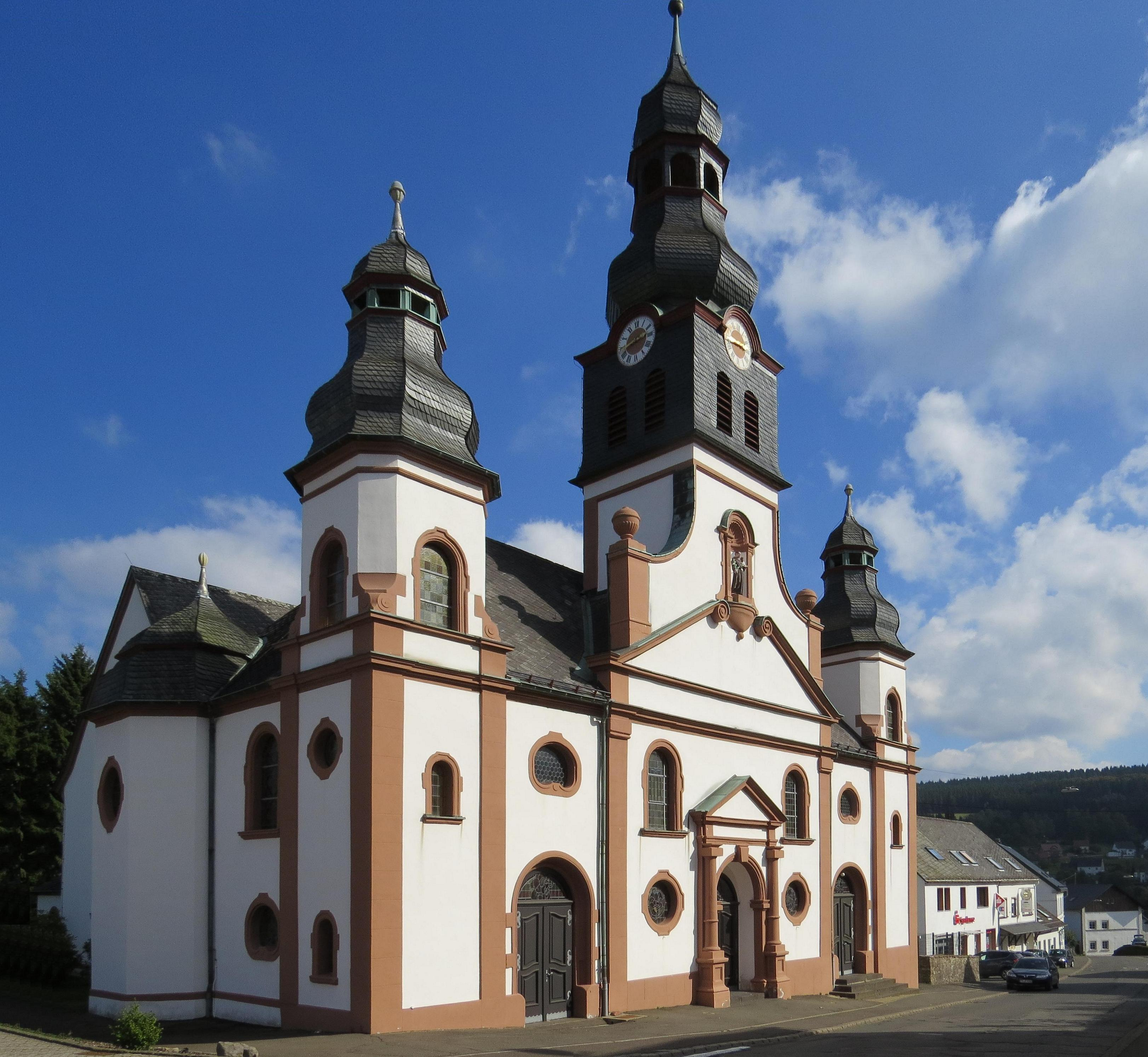
Die katholische Pfarrkirche St. Antonius von Padua in Züsch

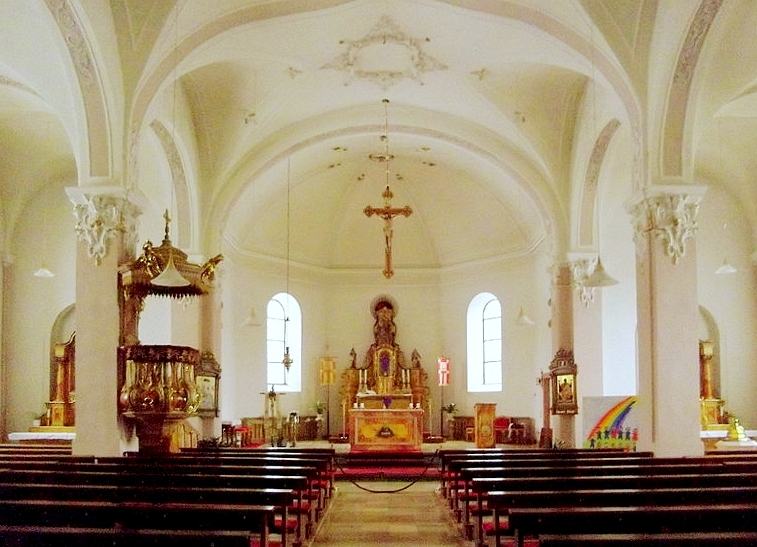
Blick ins Innere der Kirche

Die Kirche St. Antonius von Padua ist eine dem heiligen Antonius von Padua gewidmete römisch-katholische Pfarrkirche im rheinland-pfälzischen Züsch, Landkreis Trier-Saarburg. Sie ist im Verzeichnis der Kulturdenkmäler des Kreises Trier-Saarburg aufgeführt.

## Geschichte
Die katholischen Einwohner von Züsch und Dechant Burg aus Hermeskeil bemühten sich seit dem Jahr 1750 ohne Erfolg um den Neubau einer Kirche, welche die sich in einem sehr schlechten baulichen Zustand befindliche Kapelle im Albachtal ersetzen sollte. Als die Herrschaft Züsch im Jahr 1776 an Baden kam, erlaubte Markgraf Karl Friedrich im Jahr 1780 eine katholische Kapelle in Züsch zu errichten. Der Markgraf schenkte der katholischen Gemeinde, die sehr arm war, das zum Bau der Kapelle benötigte Holz aus dem herrschaftlichen Wald sowie eine jährliche Rente von 66 Gulden aus dem katholischen Kirchenfonds von Kirchberg. Die Einweihung der Kapelle, in der 290 Personen Platz fanden, erfolgte im Jahr 1784.
Da die Kapelle baufällig geworden war, fertigte Kommunalbaumeister Johann Baptist Bingler (Trier) im Jahr 1840 einen Plan zur Erweiterung der Kirche an. Wegen fehlender finanzieller Mittel erhielt die Pfarrei Züsch im Jahr 1843 ein unerwartetes Geschenk von 1320 Talern vom preußischen König Friedrich Wilhelm IV., sodass man versuchte größer zu bauen als eigentlich geplant. Dies führte zu Schwierigkeiten mit der Verwaltungsbehörde, doch durfte Bingler einen neuen Plan ausarbeiten, der die Kirche nicht nur verlängerte, sondern auch verbreiterte, sodass ein kreuzförmiger Grundriss entstand. Zwischenzeitlich gelang es der Gemeinde selbst 200 Taler für den Bau der Kirche zu sammeln, und im Jahr 1848 konnte die Grundsteinlegung vollzogen werden. Die Steine für den Kirchenbau wurden von den Bewohnern aus Züsch, Neuhütten, Muhl und Damflos unentgeltlich gebrochen und zum Bauplatz gebracht. Gegen eine geringe Taxe erhielt man das Bauholz aus den königlichen Waldungen. Auch die evangelischen Einwohner von Züsch beteiligten sich am Anfahren des Baumaterials. Im Jahr 1849 war die Kirche im Rohbau fertiggestellt und der erste Gottesdienst konnte gehalten werden. Die feierliche Kirchweihe nahm am 15. September 1851 der Trierer Bischof Wilhelm Arnoldi vor.
Zu Beginn des 19. Jahrhunderts war die Kirche zu klein geworden, sodass im Jahr 1909 Architekt Johann Goergen (Fraulautern) beauftragt wurde Pläne zur Vergrößerung des Gotteshauses zu entwerfen. Es entstand eine dreischiffige neobarocke Halle mit verbreiterter Westfassade mit drei Türmen mit Welscher Haube anstatt des früheren Dachreiters. Die Grundsteinlegung erfolgte am 16. Mai 1910. Die Benedizierung am 12. November 1911 führte Dechant Linn aus Hermeskeil durch. Eine Konsekration durch den Bischof wurde nicht vorgenommen.
In den Jahren 1967/68 und 1993 wurde die Kirche Renovierungen unterzogen.

## Ausstattung
Die neobarocke Ausstattung der Kirche ist erhalten. Hochaltar und Kanzel sind im Rokoko-Stil angefertigt.

## Orgel

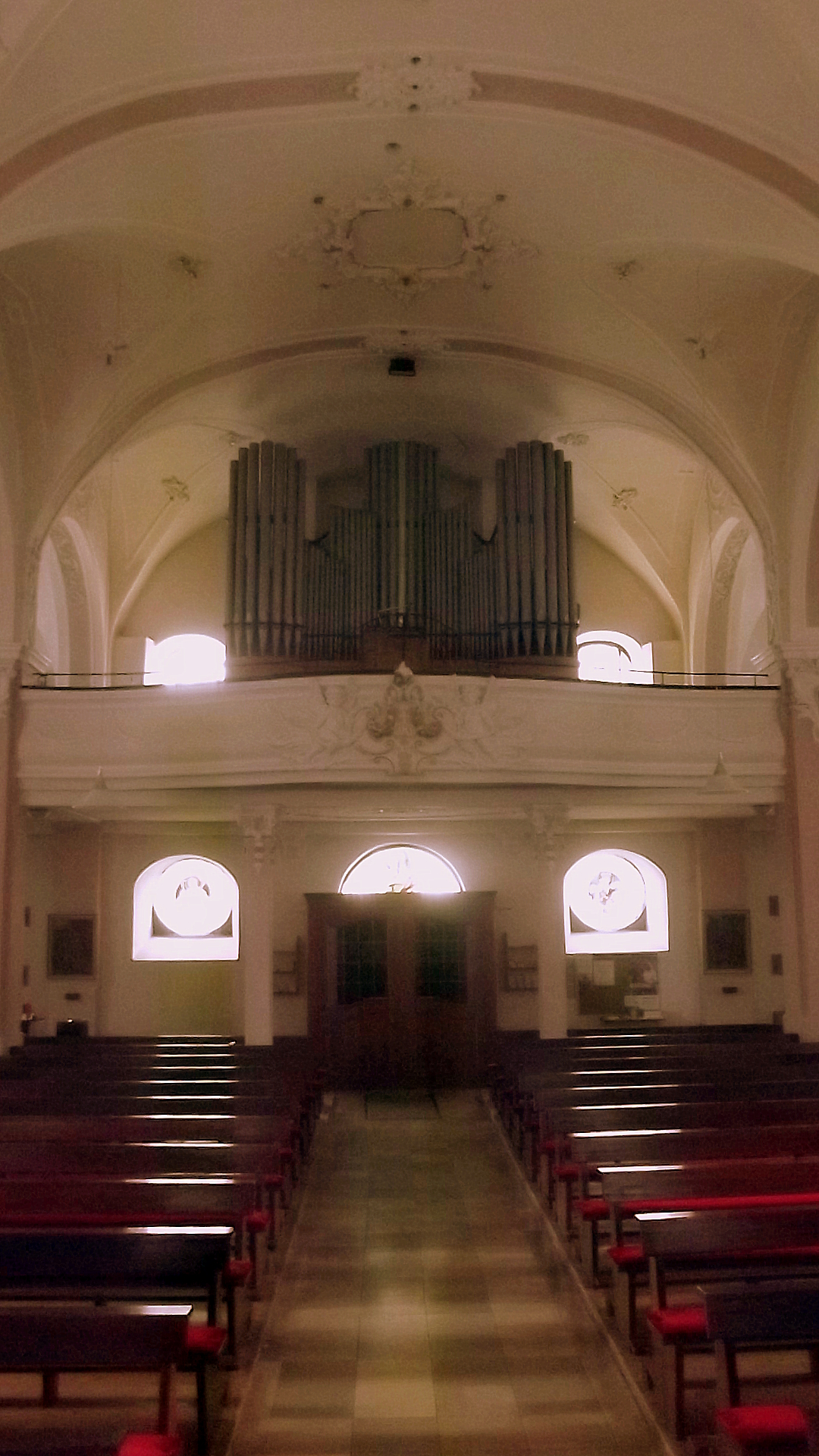
Blick zur Orgelempore

Die Orgel der Kirche wurde 1955 von dem Orgelbauunternehmen Späth (Mengen) als Opus 619 erbaut. Das Kegelladen-Instrument verfügt über 12 (15) Register, verteilt auf 2 Manuale und Pedal. Die Spiel- und Registertraktur ist elektropneumatisch. Die Disposition lautet wie folgt:
| I Hauptwerk C–g3 |                 |    |
| 1.               | Prinzipal       | 8′ |
| 2.               | Gedackt         | 8′ |
| 3.               | Salicional      | 8′ |
| 4.               | Rohrflöte       | 4′ |
| 5.               | Rauschpfeife II |    |
| 6.               | Mixtur IV       |    |

| II Positiv C–g3 |             |    |
| 7.              | Koppelflöte | 8′ |
| 8.              | Prinzipal   | 4′ |
| 9.              | Nachthorn   | 2′ |
| 10.             | Cymbel III  |    |

| Pedal C–f1 |             |                        |
| 11.        | Subbass     | 16′                    |
|            | Zartbass    | 16′ (Windabschwächung) |
| 12.        | Oktavbass   | 8′                     |
|            | Gedacktbass | 8′ (Ext. Subbass 16′)  |
|            | Choralbass  | 4′ (Ext. Oktavbass 8′) |

- Koppeln: II/I, I/P, II/P
- Spielhilfen: 1 freie Kombination, Tutti, Crescendowalze (Für Hand und Fuß)